# Betta macrostoma
Betta macrostoma é uma espécie de peixe da família Belontiidae.
É endémica do Brunei.